# Aeroporto de Avalon
O Aeroporto de Avalon (IATA: AVV, ICAO: YMAV) é um aeroporto internacional localizado em Avalon, na Grande Geelong, em Vitória, na Austrália. Embora localizado fora da área metropolitana de Melbourne, é o segundo mais movimentado dos quatro aeroportos que servem a capital do estado no tráfego de passageiros. Ele está localizado 15 km a nordeste do centro de Geelong e 50 km a sudoeste do centro de Melbourne. O aeroporto é operado pela Avalon Airport Australia Pty Ltd, uma subsidiária da empresa de logística Linfox.
Atualmente, o Avalon é servido pela companhia aérea Jetstar Airways, que iniciou voos domésticos em 2004. O AirAsia X iniciou vôos internacionais diretos entre o Aeroporto de Avalon e Kuala Lumpur em 5 de dezembro de 2018. O aeroporto também é sede da bienal Australian International Airshow.